# Paul Justin
Paul Donald Justin (* 19. Mai 1968 in Schaumburg, Illinois) ist ein ehemaliger US-amerikanischer American-Football-Spieler. Er spielte Quarterback bei der Frankfurt Galaxy und den Indianapolis Colts.

## College
Justin spielte von 1987 bis 1990 Quarterback an der Arizona State University. In seinen letzten beiden Jahren erzielte er insgesamt 4467 Yards durch Pässe. Sein einzelnes Saisonergebnis von 2591 Yards, welches er im Jahr 1989 erzielte, stellte bis 2002 einen Schulrekord dar. Justins Leistungen übertrafen die des späteren Quarterbacks der Denver Broncos Jake Plummer.

## Profizeit
1991 wurde Justin in der siebten Runde der Entry Draft von den Chicago Bears gewählt. In der NFL kam er zunächst nicht zum Einsatz. Vielmehr spielte er 1993 in der Arena Football League bei den Arizona Rattlers. Er erzielte in dieser Saison 45 Touchdowns bei 15 Interceptions. Die Bears hatten währenddessen die Rechte an ihm an die Indianapolis Colts abgegeben, die ihn 1995 in die World League entsandten, wo er für die Frankfurt Galaxy auflief. Mit dieser Mannschaft feierte er am 17. Juni 1995 auch seinen größten Erfolg. Im World Bowl III besiegten er und sein Team die Amsterdam Admirals in Amsterdam mit 26:22. Vor mitgereisten 10.000 Frankfurter Fans gelangen Justin drei Touchdownpässe zu seinen Wide Receivern Bobby Olive und Mike Bellamy. Es war der erste Gewinn der World Bowl durch die Frankfurter Mannschaft.
1995 schaffte er es dann sich bei den Colts einen Platz zu sichern. Er wurde zweiter Quarterback hinter Jim Harbaugh. In einem Spiel gegen die Green Bay Packers am 16. November 1997 gelang es ihm dann seine Klasse unter Beweis zu stellen. Die Packers wurden in einem dramatischen auch in Deutschland im Fernsehen zu sehenden Spiel mit 41:38 geschlagen. Justin gelang es dabei 24 von 30 Pässen für einen Raumgewinn von 340 Yards an den Mann zu bringen.
1998 wechselte Justin zu den Cincinnati Bengals. Danach verpflichtete er sich 1999 bei den St. Louis Rams und wurde Ersatz-Quarterback von Kurt Warner. Justin zog mit der von Dick Vermeil trainierten Mannschaft in den Super Bowl ein. Im Super Bowl XXXIV konnten die Rams die Tennessee Titans mit 23:16 besiegen. 2001 beendete Justin seine Laufbahn.
In seiner Laufbahn in der NFL gelangen ihm acht Touchdowns bei 10 Interceptions.

## Ehrungen
Justin wurde nach dem World Bowl Sieg in Amsterdam zum MVP erklärt.